# Planck-teljesítmény
A Planck-teljesítmény a Planck-energia és a Planck-idő hányadosa, értéke kb. 3,62831·1052 W. Ez hatalmas teljesítmény: a megfigyelt legfényesebb jelenségek, a gamma-kitörések teljesítménye is csak mintegy 1·1045 W, azaz a Planck-teljesítmény tízmilliomod része.
Az alapvető fizikai állandókkal kifejezve:
Planck-teljesítmény = {\displaystyle {\frac {c^{5}}{G}}}.